# Surab Pololikaschwili

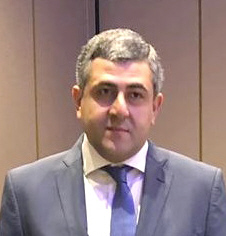
Surab Pololikaschwili (2018)

Surab Pololikaschwili (georgisch ზურაბ პოლოლიკაშვილი englisch Zurab Pololikashvili; geboren am 12. Januar 1977 in Tiflis) ist ein georgischer Politiker und Diplomat und seit 2018 Generalsekretär der Weltorganisation für Tourismus (UNWTO).

## Ausbildung
Surab Pololikaschwili studierte von 1994 bis 1998 Bankwesen an der Georgischen Technischen Universität in Tiflis und schloss mit einem Bachelor ab. Von 2008 bis 2009 absolvierte er ein Global Senior Management Program (GSMP) am Instituto de Empresa der IE Business School in Madrid.

## Karriere
Pololikaschwili arbeitete mehrere Jahre im Finanzsektor, war als Manager für das internationale Geschäft für die TBC-Bank tätig, war von 2001 bis 2005 Direktor der zentralen Geschäftsstelle, von 2010 bis 2011 Vizepräsident der TBC Group.
Von 2005 bis 2006 war Pololikaschiwili stellvertretender georgischer Außenminister. Von 2006 bis 2009 war er in Spanien Botschafter seines Landes, das er in dieser Funktion auch in Marokko, Algerien und Andorra vertrat.
Von 2009 bis 2010 war er Minister für wirtschaftliche Entwicklung. Schwerpunkt seiner Arbeit war Förderung der Entwicklung des Tourismus- und Verkehrssektors. Durch Marketing und eine Verbesserung der Infrastruktur konnte die Zahl internationaler Touristen in Georgien von 1,5 Millionen (2009) auf über 2,8 Millionen (2011) gesteigert werden.
Später wurde er ständiger Repräsentant seines Landes in der Weltorganisation für Tourismus (UNWTO). Im September 2017 wurde er von der Generalversammlung der UNWTO als Nachfolger von Taleb Rifai zum Generalsekretär gewählt. Er trat seine dreijährige Amtsperiode am 1. Januar 2018 an.

## Privates
Von 2001 bis 2011 war Pololikaschwili Vorstandsvorsitzender von Dinamo Tiflis, dem führenden Profifußballclub Georgiens. Pololikaschiwili ist verheiratet und hat drei Kinder.